# Nguyễn Phong Quang
Nguyễn Phong Quang (sinh ngày 1 tháng 1 năm 1949) là một chính khách Việt Nam, Ủy viên Ban Chấp hành Trung ương Đảng Cộng sản Việt Nam khóa X, nguyên Bí thư Tỉnh ủy Hậu Giang, Chủ tịch Hội đồng nhân dân tỉnh Hậu Giang ; trước khi tỉnh Hậu Giang được tái lập (01/01/2004) là Chủ tịch Ủy ban nhân dân tỉnh Cần Thơ.
Tháng 8 năm 2017, ông Nguyễn Phong Quang bị kỷ luật do tham nhũng ngân sách, biển thủ tiền huy động ủng hộ bệnh nhân nghèo và sai phạm nghiêm trọng khi ký tuyển dụng, bổ nhiệm sai quy định. Ngày 20 tháng 9 năm 2017, Ban Bí thư Ban Chấp hành Trung ương Đảng Cộng sản Việt Nam quyết định thi hành kỷ luật ông Nguyễn Phong Quang bằng hình thức cách tất cả các chức vụ trong Đảng Cộng sản Việt Nam.

## Thân thế và sự nghiệp
Nguyễn Phong Quang sinh ngày 1 tháng 1 năm 1949, quê quán xã Trường Long, huyện Phong Điền, thành phố Cần Thơ.
Theo Nghị quyết 22/2003/QH11 ngày 26/04/2003 của Quốc hội nước Cộng hòa Xã hội Chủ nghĩa Việt Nam thì tỉnh Cần Thơ được tách ra thành TP. Cần Thơ và tỉnh Hậu Giang, theo quyết định của Bộ Chính trị và Ban Bí thư thì ông Nguyễn Phong Quang sẽ về làm Bí thư Tỉnh ủy lâm thời tỉnh Hậu Giang. Tại kỳ họp lần thứ nhất Hội đồng nhân dân tỉnh Hậu Giang ngày 22/05/2004 Nguyễn Phong Quang được bầu làm Chủ tịch Hội đồng nhân dân tỉnh Hậu Giang. Tại Đại hội Đảng bộ tỉnh Hậu Giang lần thứ nhất (10/2005) ông được bầu làm Bí thư Tỉnh ủy tỉnh Hậu Giang. Tại Đại hội Đại biểu toàn quốc lần thứ X của Đảng, Nguyễn Phong Quang được bầu làm Ủy viên Trung ương Đảng.
Tháng 10 năm 2010, sau khi không trúng cử Ban Chấp hành Trung ương Đảng khóa XI, Nguyễn Phong Quang được phân công làm Phó Trưởng ban Thường trực Ban Chỉ đạo Tây Nam Bộ.
Ngày 24 tháng 5 năm 2016, ông nghỉ hưu.